# Палатица
Палатица или Полатица (на македонска литературна норма: Палатица; на албански: Pallatica) е село в Северна Македония, в Община Желино.

## География
Селото се намира в областта Долни Полог, разположено на левия бряг на Вардар.

## История
В обобщен списък на джизието на немюсюлманите от вилаета Калканделен от 18 юли 1628 година селото е отбелязано като Полатиче, с 26 ханета (домакинства).
В края на XIX век Палатица е малко село в Тетовска каза на Османската империя. Според Васил Кънчов селото през втората половина на века е изселено и е заето от албанци. Според статистиката му („Македония. Етнография и статистика“) от 1900 година Полатица е село, населявано от 16 жители българи християни.
Според Афанасий Селишчев в 1929 година Полатица е село в Шемшевска община в Долноположкия срез и има смесено население от българи и албанци.
Според преброяването от 2002 година селото има 2516 жители.
| Националност | Всичко |
| македонци    | 6      |
| албанци      | 2501   |
| турци        | 1      |
| роми         | 0      |
| власи        | 0      |
| сърби        | 0      |
| бошняци      | 0      |
| други        | 8      |